# Alfred Andersson i Munka-Ljungby
Alfred Andersson, Andersson i Munka-Ljungby, född 15 maj 1886 i Östra Sallerups församling, död 11 april 1968 i Munka-Ljungby församling, var en svensk tegelbruksarbetare och socialdemokratisk politiker.
Andersson var ledamot av riksdagens andra kammare från 1933, invald i Kristianstads läns valkrets.